# رنگ‌های یخی تغییر می‌کنند
رنگ‌های یخی تغییر می‌کنند (به انگلیسی: Icy Colors Change) دومین آلبوم چندآهنگه و نخستین پروژهٔ تعطیلاتی رپر آمریکایی آزیلیا بنکس می‌باشد که در ۲۰ دسامبر سال ۲۰۱۸ از سوی ئی‌وان میوزیک منتشر گردید. این اثر حاوی ترانه‌های با با حال و هوای جاز است.